# 相武台下駅
相武台下駅（そうぶだいしたえき）は、神奈川県相模原市南区新戸にある、東日本旅客鉄道（JR東日本）相模線の駅である。相模原市内の駅で最も南に位置する。

## 歴史
- 1931年（昭和6年）4月29日：厚木 - 橋本間の開通時に、相模鉄道の座間新戸駅（ざましんどえき）として開業[1]。
- 1935年（昭和10年）8月20日：構内側線1.0kmを延伸開設。
- 1938年（昭和13年）10月1日：陸士前駅（りくしまええき）に改称[3]。
- 1940年（昭和15年）
  - 11月1日：座間町駅に改称[4]。
  - 11月15日：相武台下駅に改称[4]。
- 1944年（昭和19年）6月1日：国有化、運輸通信省（後の日本国有鉄道）相模線の駅となる[1]。
- 1962年（昭和37年）10月10日：貨物取扱を廃止[1]。
  - 駅構内から相模川へ向かう砂利運搬用の専用線や、駅構内から橋本方に沿った後に相模川へ向かう762mm軌間のトロリー線（小田急砂利軌道）が存在した。
- 1984年（昭和59年）2月1日：荷物扱い廃止[1]。
- 1987年（昭和62年）4月1日：国鉄分割民営化により、JR東日本の駅となる[1]。
- 1991年（平成3年）：相模線電化に合わせ、ホームの嵩上げ、跨線橋の設置を行う。
- 2001年（平成13年）11月18日：ICカードSuica供用開始。
- 2004年（平成16年）4月：業務委託化。
- 2014年（平成26年）12月26日：出札窓口の営業を終了。
- 2016年（平成28年）
  - 3月13日：橋本駅の遠隔管理の下で無人化を実施。多機能券売機を導入[5]。
  - 7月7日：駅舎リニューアル工事が完了し、新駅舎を供用開始[6]。

### 駅名の由来
地名の相武台は戦前に陸軍士官学校に対して昭和天皇がその呼称を与えたものである。
開設当初の「座間新戸」は、当駅が当時の高座郡座間村（現座間市）と同郡新磯村新戸（現相模原市）との境界付近に位置したことによる。1937年（昭和12年）に近傍に陸軍士官学校が移転してきたことにより1938年（昭和13年）に「陸士前」と改称し、戦時体制が拡大する中、1940年（昭和15年）に「座間町」と再改称し、わずか15日で「相武台下」と再々改称した。近隣の小田急小田原線の相武台前駅と同様に「防諜上の理由」とされる。

## 駅構造
島式ホーム1面2線を有する地上駅。ホームと駅舎は跨線橋で結んでいる。元々は駅開業当時に建設された木造駅舎が使用されていたが、老朽化に伴って2016年1月から駅舎建替工事が行われ、2016年7月に新駅舎が完成した。
駅舎改築に伴ってトイレも建て替えられ、新たに多機能トイレが設置された。ただしエレベーター等のバリアフリー設備は、駅舎改築後も設置されていない。
橋本駅管理の無人駅で、多機能券売機・乗車駅証明書発行機・簡易Suica改札機が設置されている。
2004年（平成16年）4月から2016年（平成28年）3月12日までJR東日本ステーションサービスが業務を行う業務委託駅となっていた他、2014年12月26日まで営業していた出札窓口では、長距離乗車券や指定券なども発売していた。

### のりば
| 番線 | 路線    | 方向 | 行先                     |
| ---- | ------- | ---- | ------------------------ |
| 1    | ■相模線 | 上り | 海老名・厚木・茅ケ崎方面 |
| 2    | ■相模線 | 下り | 橋本方面                 |

（出典：JR東日本:駅構内図）

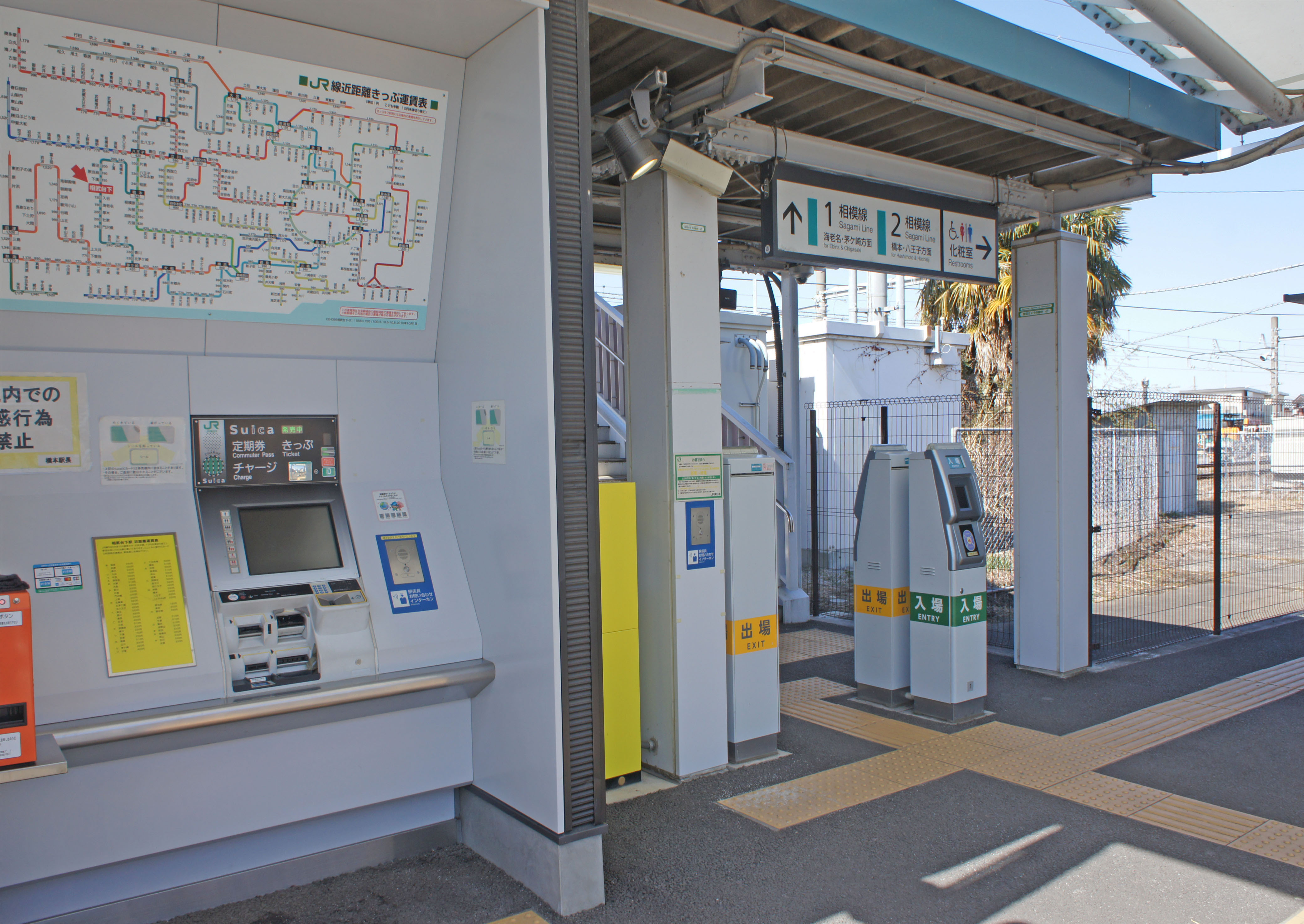
改札口（2022年2月）
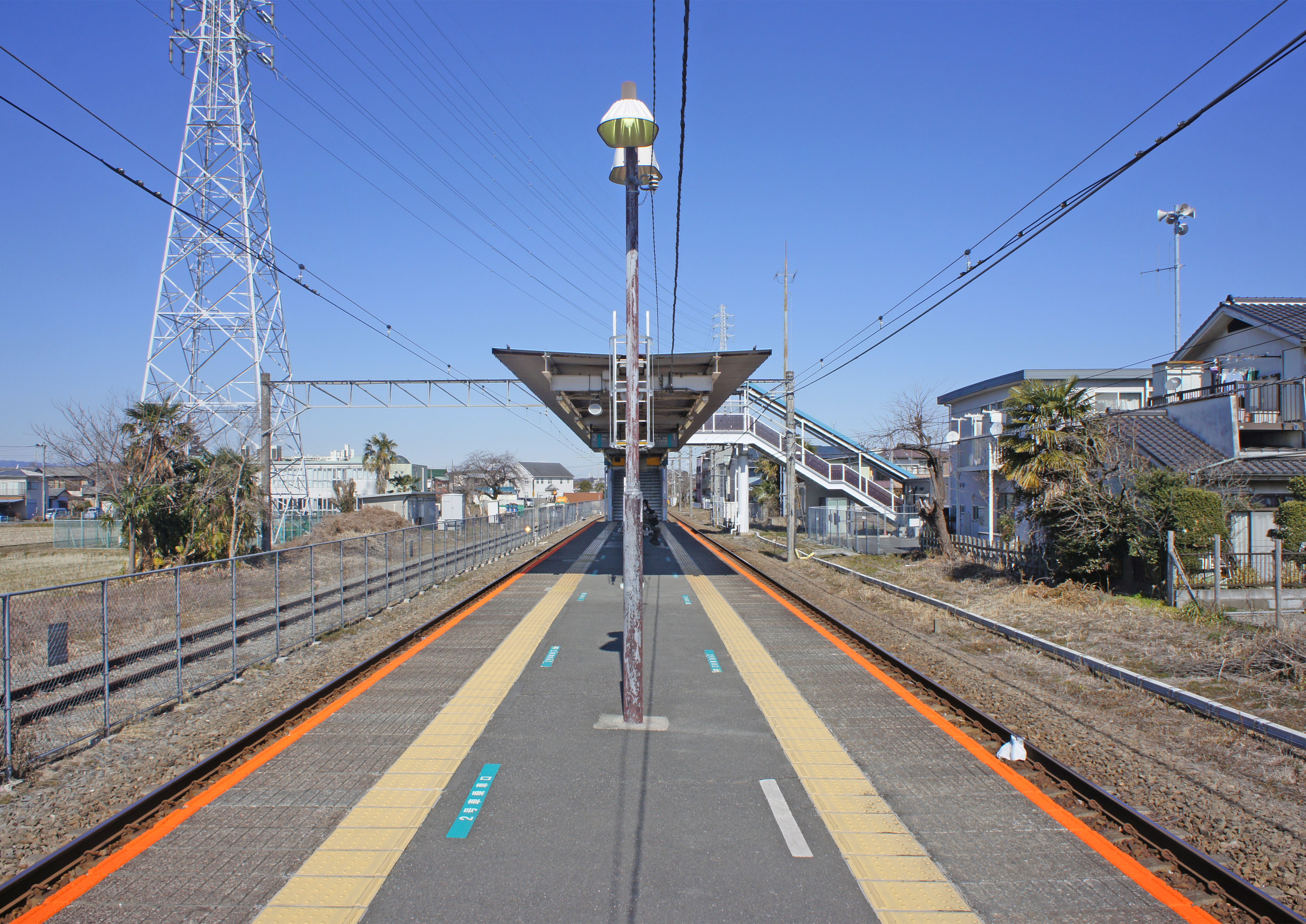
ホーム（2022年2月）
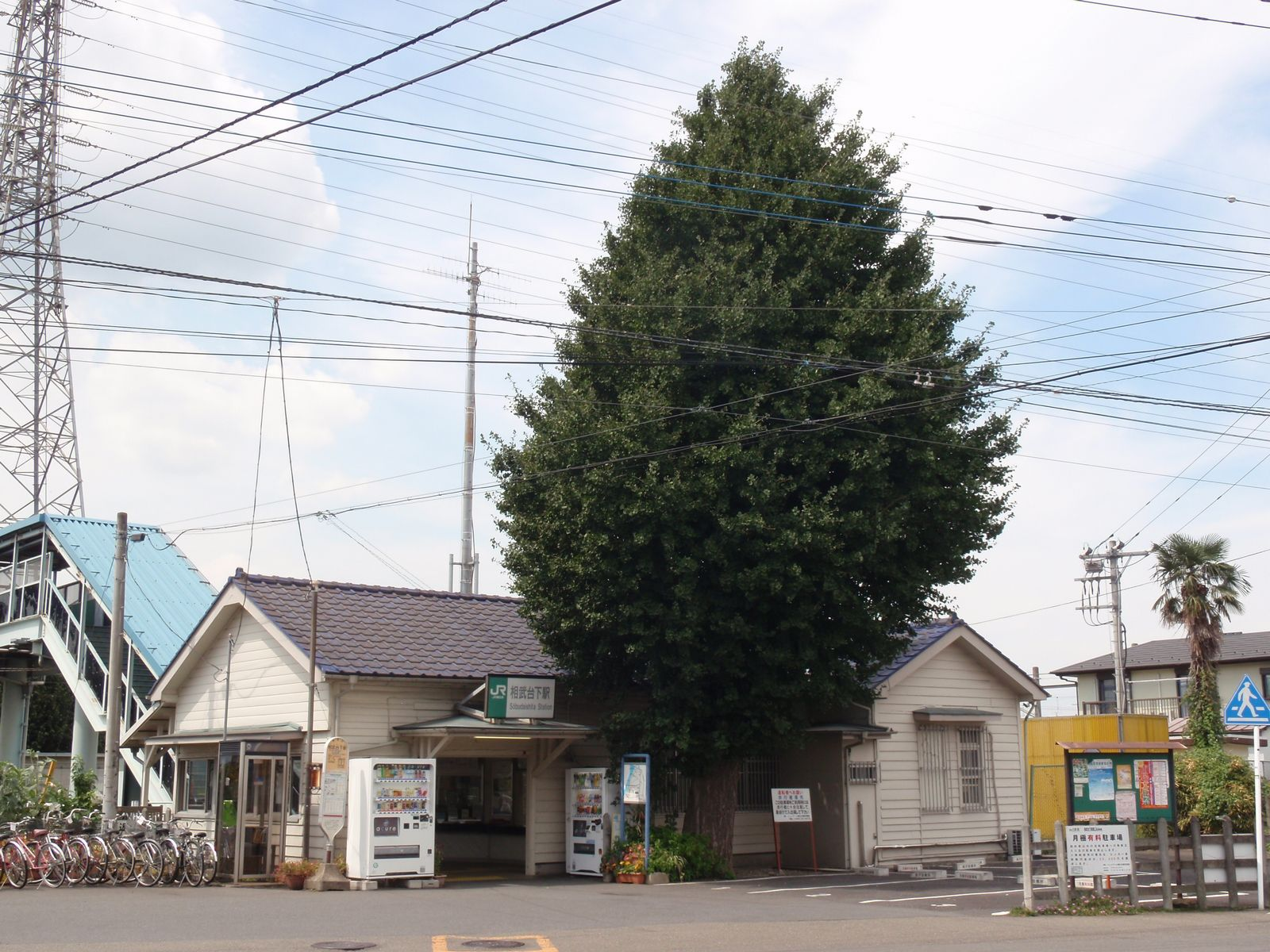
旧駅舎（2009年9月）

## 利用状況
2014年度（平成26年度）の1日平均乗車人員は1,241人である。相模線の駅では入谷駅、下溝駅に次いで3番目に少ない。
近年の1日平均乗車人員は下表の通りである。
| 年度               | 1日平均 乗車人員 |
| ------------------ | ---------------- |
| 1975年（昭和50年） | 350              |
| 1980年（昭和55年） | 397              |
| 1985年（昭和60年） | 404              |
| 1989年（平成元年） | 557              |
| 1993年（平成05年） | 766              |
| 1995年（平成07年） | 844              |
| 1998年（平成10年） | 899              |
| 2000年（平成12年） | 897              |
| 2001年（平成13年） | 944              |
| 2002年（平成14年） | 923              |
| 2003年（平成15年） | 928              |
| 2004年（平成16年） | 943              |
| 2005年（平成17年） | 1,036            |
| 2006年（平成18年） | 1,122            |
| 2007年（平成19年） | 1,210            |
| 2008年（平成20年） | 1,255            |
| 2009年（平成21年） | 1,202            |
| 2010年（平成22年） | 1,092            |
| 2011年（平成23年） | 1,035            |
| 2012年（平成24年） | 1,141            |
| 2013年（平成25年） | 1,203            |
| 2014年（平成26年） | 1,241            |

## 駅周辺
- 新戸スポーツ広場（相模の大凧の会場）

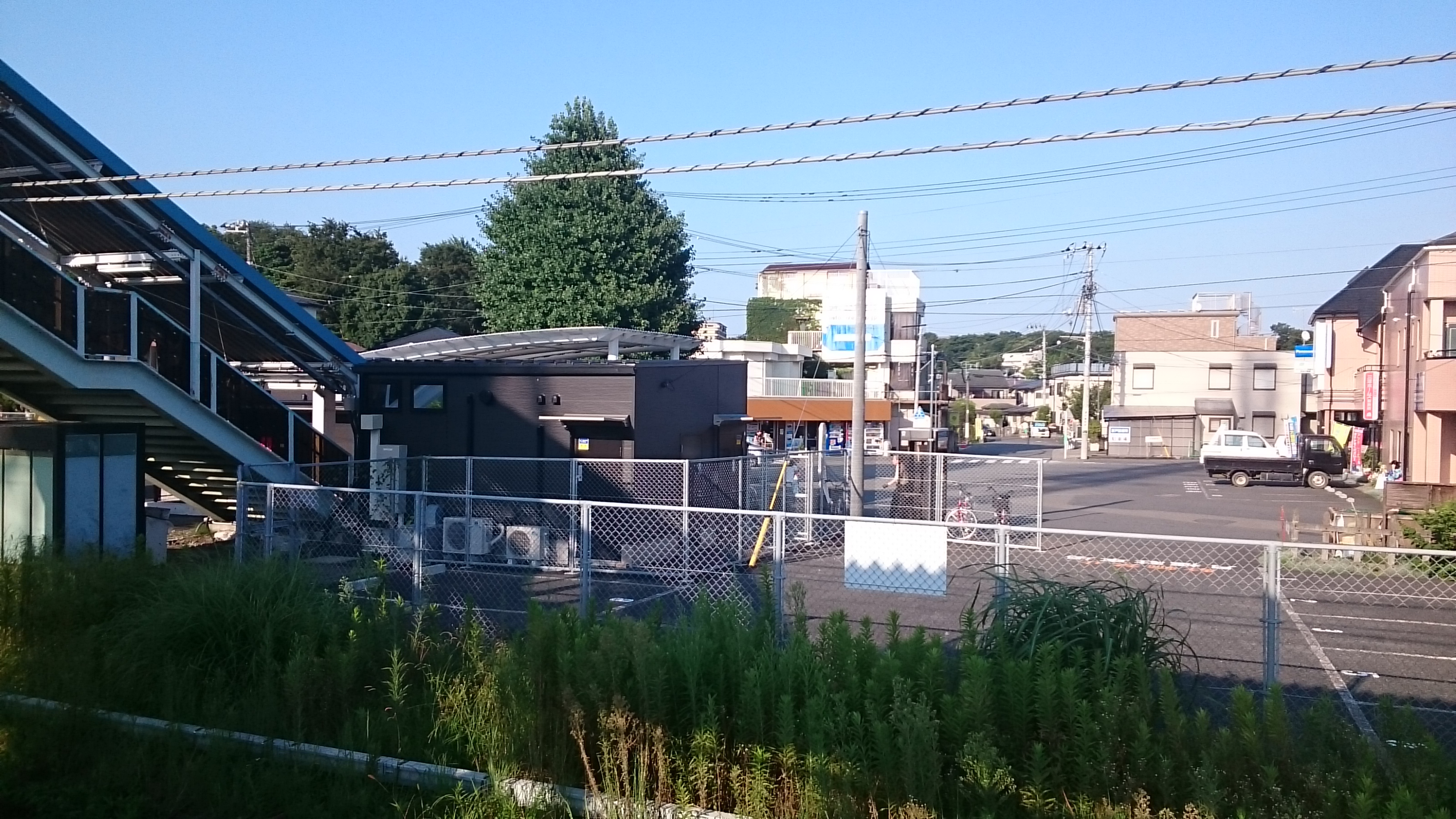
駅前広場（ホームから）

- 在日アメリカ陸軍キャンプ座間・陸上自衛隊座間駐屯地
- 相武台前駅 - 約3 km離れている。
- 相模原市立新磯小学校

## バス路線
「相武台下駅」停留所にて、神奈川中央交通の路線バスが発着する。
- 下02：さがみ野駅北口
- 台06：相武台前駅 / 磯部

## 隣の駅
東日本旅客鉄道（JR東日本）
■相模線
入谷駅 - *本座間駅 - 相武台下駅 - *上磯部駅 - 下溝駅
*打消線は廃駅

### 記事本文